# Точки расставлены
«Точки расставлены» — четвертий студійний альбом української російськомовної співачки Йолки. Випущений 18 листопада 2011 року.

## Списки композицій
| #   | Назва                       | Автор                            | Тривалість |
| --- | --------------------------- | -------------------------------- | ---------- |
| 1.  | «Прованс»                   | Егор Солодовников                | 3:26       |
| 2.  | «Бросай»                    | Вікторія Которова                | 3:06       |
| 3.  | «Цепи-ленты»                | Влада Куприянова                 | 3:55       |
| 4.  | «На большом воздушном шаре» | Єгор Солодовников                | 3:14       |
| 5.  | «Я тебя буду ждать»         | Андрій Феофанов                  | 3:19       |
| 6.  | «Ездить по правилам»        | Єгор Солодовников                | 3:02       |
| 7.  | «Знаки вопроса»             | Олександр Сахаров, Лейла Гертнер | 3:13       |
| 8.  | «Шоколадка»                 | Денис Наан                       | 3:33       |
| 9.  | «Лава»                      | Олексій Ракитін                  | 4:28       |
| 10. | «Я в печали»                | Єгор Солодовников                | 3:54       |
| 11. | «Мальчик» (з Павлом Волею)  | Павло Воля                       | 3:40       |
| 12. | «Около тебя»                | Єгор Солодовников                | 3:43       |
| 13. | «Мне бы в твои сны…»        | Анастасія Максимова              | 3:22       |

| Бонус CD-версії | Бонус CD-версії                 | Бонус CD-версії               | Бонус CD-версії |
| #               | Назва                           | Автор                         | Тривалість      |
| --------------- | ------------------------------- | ----------------------------- | --------------- |
| 14.             | «Sunny»                         | Bobby Hebb                    | 3:45            |
| 15.             | «Сука-любовь»                   | Сергій Крутиков               | 4:37            |
| 16.             | «Ты на свете есть»              | Марк Мінков, Леонід Дербеньов | 4:20            |
| 17.             | «Ночной Прованс» (DJ Lenar RMX) | Егор Солодовников             | 7:22            |